# یواس‌اس کراسبیل (ای‌ام‌اس-۴۵)
یواس‌اس کراسبیل (ای‌ام‌اس-۴۵) (به انگلیسی: USS Crossbill (AMS-45)) یک کشتی بود که طول آن ۱۳۶ فوت (۴۱ متر) بود. این کشتی در سال ۱۹۴۲ ساخته شد.